# Дањи Ламберси
Дањи Ламберси (фр. Dagny-Lambercy) насеље је и општина у североисточној Француској у региону Пикардија, у департману Ен (Пикардија) која припада префектури Лаон.
По подацима из 2011. године у општини је живело 135 становника, а густина насељености је износила 13,45 становника/km². Општина се простире на површини од 10,04 km². Налази се на средњој надморској висини од 223 метара (максималној 211 m, а минималној 137 m).

## Демографија
| 1962. | 1968. | 1975. | 1982. | 1990. | 1999. | 2011. |
| ----- | ----- | ----- | ----- | ----- | ----- | ----- |
| 195   | 212   | 183   | 169   | 160   | 159   | 135   |

График промене броја становника у току последњих година